# Synagoge (Eubigheim)
Die Synagoge in Eubigheim, einem Ortsteil der Gemeinde Ahorn im Main-Tauber-Kreis in Baden-Württemberg, wurde 1850 eingerichtet und ist bis heute als Wohnhaus erhalten. Sie befindet sich in der Meisenstraße 3.

## Geschichte
Vor dem Einrichten der Synagoge wurden die Gottesdienste in Privathäusern abgehalten bis am 16. September 1826 der untere Stock des Hauses von Isak Löb für 121 Gulden gekauft und als „Judenschule“ eingerichtet wurde. 1850 wurde in dem Haus eine Synagoge eingerichtet. Das Gebäude wurde am 28. Juli 1938 an einen Landwirt verkauft und konnte so der Zerstörung entrinnen. Die Kultgegenstände aus der Synagoge wurden nach Bödigheim gebracht. Die Synagoge wird noch heute zu Wohnzwecken genutzt. Es ist nur noch ein Grundstein von 1850 erhalten mit der Inschrift „J.G.“ (für Jüdische Gemeinde).

## Architektur
Der Betsaal befand sich links des Eingangs mit einer Frauenempore im ersten Stock. 
Im Keller war ein rituelles Bad (Mikwe). Das Tauchbecken, zu dem vier Stufen hinabführen, ist bis zur Gegenwart erhalten.